# 不稳定性

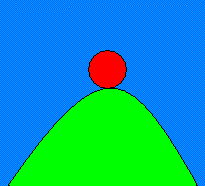
山丘上的球，即為一個不穩定的例子

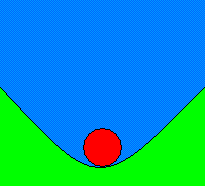
山谷中的球，即為一個穩定的例子

在許多領域中，不穩定是指一個可由其輸出或內在狀態描述的系統，其狀態可能會不受限制的成長（有時會稱為發散）。另一個對應的詞是穩定性理論，穩定有許多種定義，其中一種定義是指對系統施加一個小型的外擾，使系統離開一平衡狀態，外擾去除後，系統會回到原來的平衡狀態。
以右圖為例：
- 一個山丘上的球，若推往任何一個方向，球會移動離開山丘，在推力消除後，球仍會繼續往下滾，離山丘的距離越來越遠，這是不穩定的系統。
- 一個山谷中的球，若推往任何一個方向，球會移動離開山谷，但推力消除後，球會回到山谷的位置，這是穩定的系統。

系統除了穩定及不穩定，也可能處於其他的情形，例如系統不會發散也不會回到原平衡狀態的臨界穩定（例如一個平地上的球），或是其狀態會形成某種特定循環的极限环。
在結構工程中，一個結構若承受了過重的負荷，結構就會不穩定。負荷若超過一定的上限，結構的變形會使應力變大，結構
會再進一步的變形，會產生挫曲或局部破壞，這類的研究稱為結構穩定性。
大氣不穩定性是地球上所有氣象系統的重要特性之一。

## 控制理論中的不穩定性
控制理論中的穩定性有幾種不同的定義，最常見的是有界輸入有界輸出穩定性，有一個系統在有限大小的輸入（有界輸入）時都有有限大小的輸出（有界輸出），系統即為穩定。
若一個線性時不變系統其特徵方程式有實部大於零的根，或有實部為零的重根，此系統即為不穩定系統，這也相當於其狀態矩陣有特徵值的實部大於零。

## 固體力學中的不穩定性
- 挫曲：細長物體在受到較大壓力時，會因受力而彎曲，因此物體會在應力到達强度之前就因變形而損壞。
- Drucker穩定性（英语：Drucker stability）：一些應力及應變之間的非線性關係。
- Biot不穩定性（Biot instability）：弹性体的表面起皺
- Baroclinic不穩定性[2]。

## 流體不穩定性

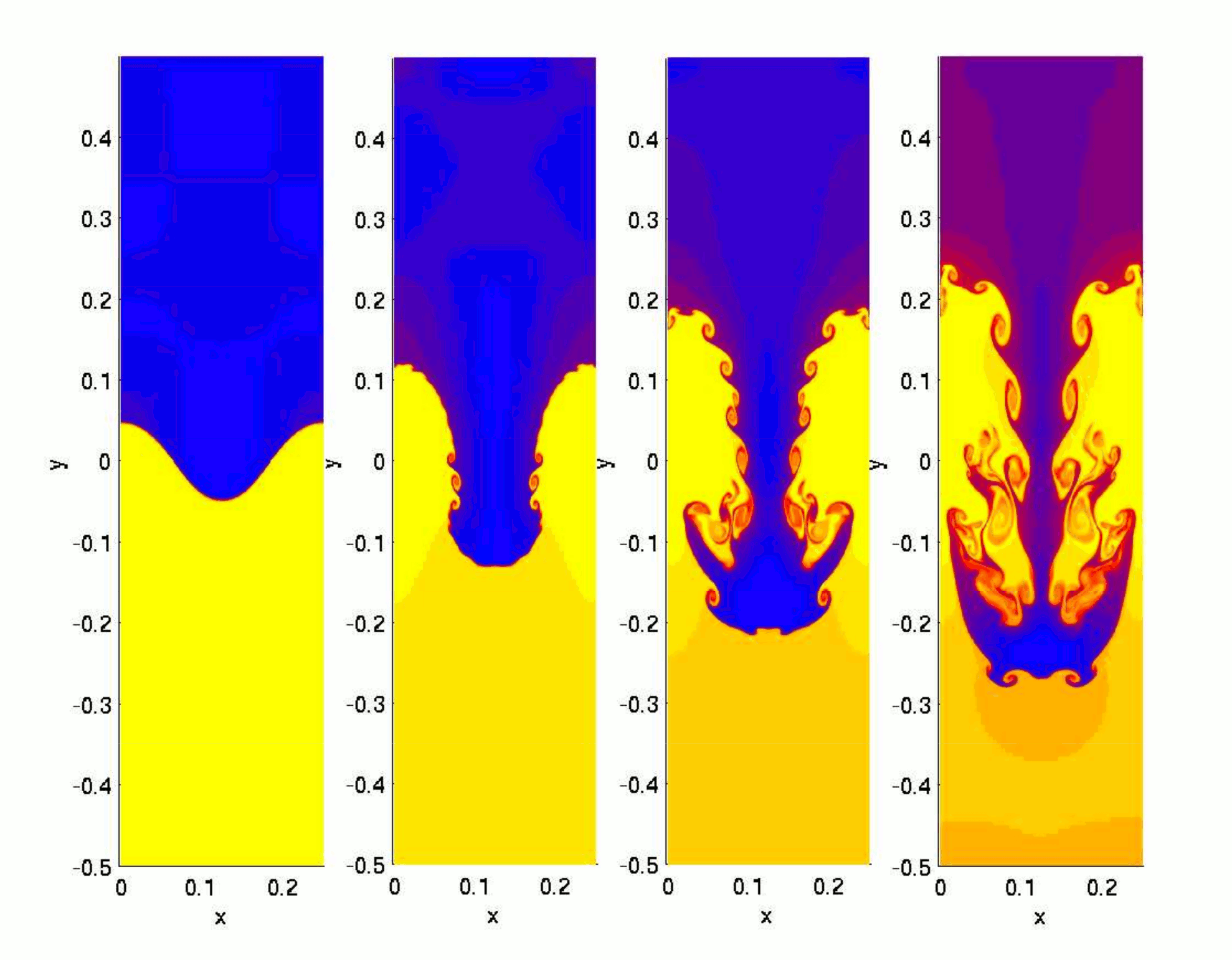
瑞利－泰勒不穩定性的流體力學模擬

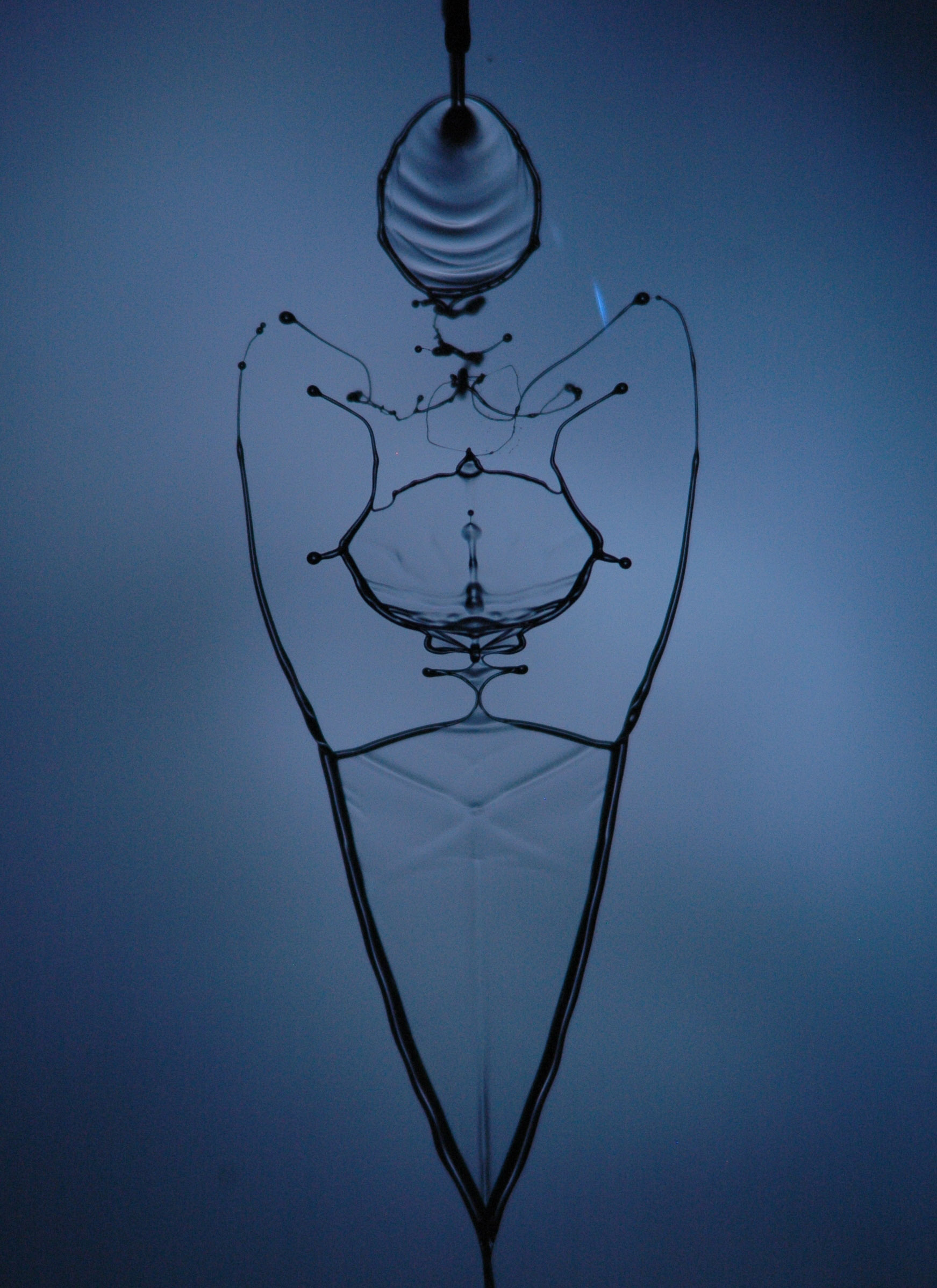
兩個衝擊射流碰撞產生的不穩定流結構

流體不穩定性會出現在液態、氣態及電漿態。在流體動力學及磁流動力學中會研究不穩定性，流體不穩定性會包括以下的幾種：
- 磁层中出現的气球不稳定性（英语：ballooning instability）（類似瑞利－泰勒不穩定性）
- 大氣不穩定性（英语：Atmospheric instability）
  - 流体动力不稳定性（大氣動力學）
    - 慣性不穩定性（Inertial instability）、克耳文-亥姆霍茲不穩定性、對稱不穩定性（symmetric instability）、条件性对称不稳定性（conditional symmetric instability）或對流對稱不穩定性（convective symmetric instability）、正壓不穩定性（barotropic instability）、旋轉不穩定性（rotational instability）

  - 流體靜力不穩定性或熱力學不穩定性 (大氣熱力學)
    - 條件不穩定性（Conditional instability）或靜不穩定性（static instability）、浮力不穩定性（buoyant instability）、對流不穩定性（英语：Convective instability）、絕對不穩定性（absolute instability）
- 瑞立-貝納對流（英语：Bénard cells）
- 漂移磁镜模不稳定性（Drift mirror instability）
- 布魯托─雷利不穩定性（類似電漿的Diocotron不稳定性（英语：diocotron instability），但不一樣）
- 瑞利－泰勒不穩定性
- 普拉托-瑞利不稳定性（英语：Plateau-Rayleigh instability）（類似瑞利－泰勒不穩定性）
- 里克特迈耶－梅什科夫不稳定性（類似瑞利－泰勒不穩定性）
- 激波不穩定性

### 電漿不穩定性
電漿的不穩定性可以分為流體動力的不穩定性以及動力學的不穩定性，也可以區分為其他的分類，例如依azimuthal波數分類。

## 恆星系統的不穩定性
若一星系或星团其重力位的擾動會造成密度改變，再增強重力位的擾動，此星系或星团即為不穩定的。這類的不穩定性需要和恆星的移動相當相關，因此擾動不會被隨機運動所淡化。若系統出現不稳定性後，系統一般會比原來更「熱」（隨機性更高），恆星系統的穩定性有：
- 快速旋轉圓盤的棒状不稳定性。
- 金斯不稳定性：恆星形成時，當分子雲的熱壓力不足以抵抗引力時，會在引力的作用下發生塌縮。
- 水龍軟管不穩定性（英语：Firehose instability）[4]。
- 重力熱力學不穩定性（Gravothermal instability）
- 径向轨道不稳定性（Radial-orbit instability）
- 冷旋轉圓盤的各種不穩定性。

## 關節不穩定性
關節不穩定是身體扭傷後最常見的後遺症。力學性的不穩定包括不足的穩定結構以及超過肢體限制的活動性。機能性的不穩定包括受傷關節反覆的扭傷。受傷導致肌肉運動知覺的缺陷及受損的關節姿勢控制。肌肉無力、潛在不穩定、姿勢控制能力減退的人比平常人更容易受傷。不穩定性會導致重心擺動（postural sway）的增加，量測方式是量測個人偏離理想壓力中心的時間及距離。壓力中心的定義是重心對地的投影位置。研究者有提出理論，若關節受傷有導致傳入神經阻滯、感覺神經纖維的中斷、及機能上的不穩定，會影響其重心擺動。關節的穩定性可以用外部支持系統或是調整肢體的力學來改善，支架提供的力學支撐可以維持姿勢控制，並且增加穩定性。